# Primeira Batalha de Agua Prieta

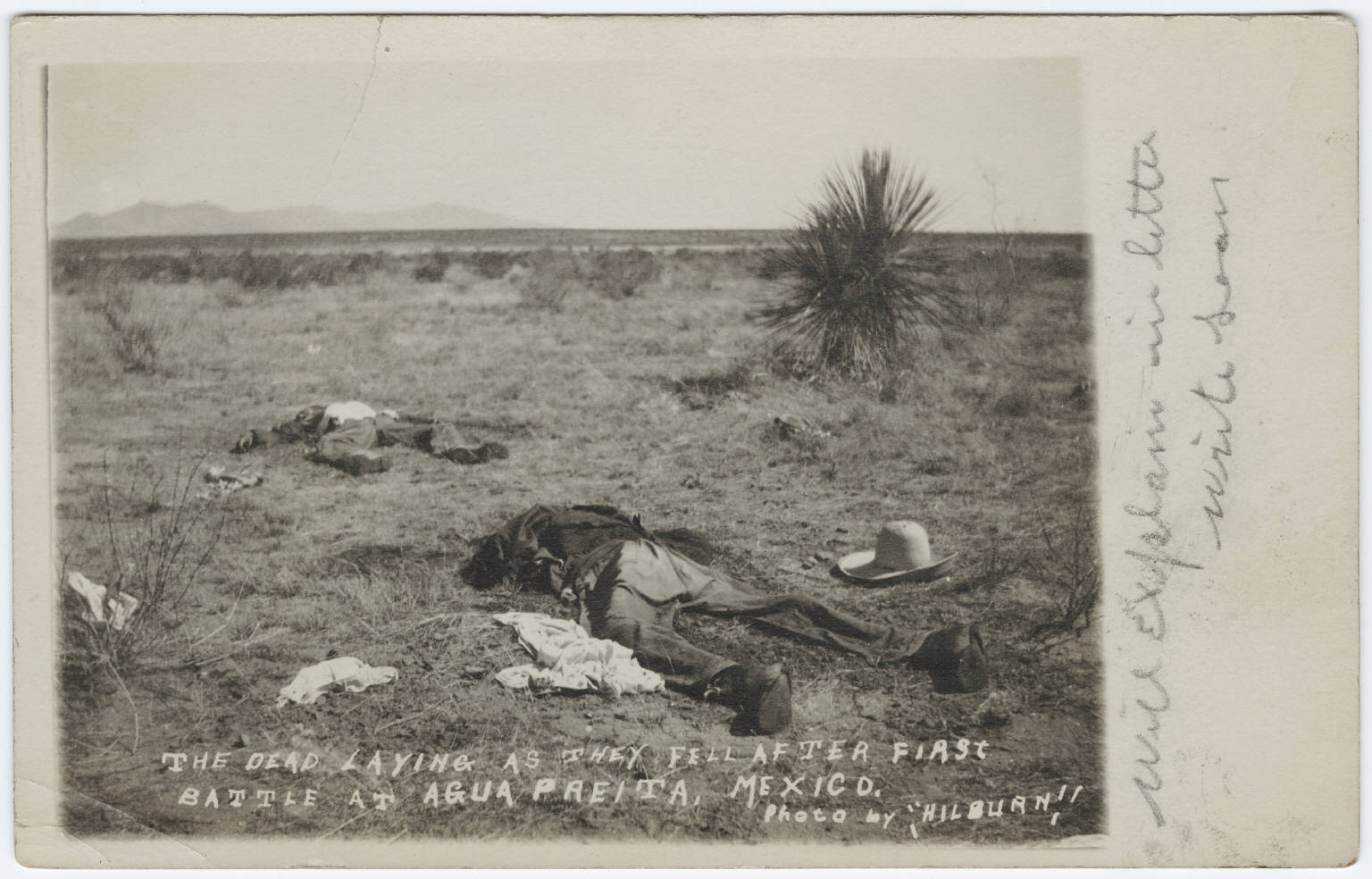
Cadáveres jazem no solo após a primeira batalha de Agua Prieta

A Primeira Batalha de Agua Prieta foi um enfrentamento armado entre apoiantes de Francisco Madero e as tropas federais de Porfirio Díaz ocorrido em abril de 1911, em Agua Prieta, Sonora, na fase inicial da Revolução Mexicana. Os rebeldes ocuparam a povoação em 13 de abril, mas as tropas federais conseguiram reconquistá-la em 18 de abril.
A batalha foi relevante por ter sido a primeira vez que as linhas férreas foram usadas pelos rebeldes para conseguirem surpreender as tropas federais e forças dos Estados Unidos se terem envolvido nos combates.